# Milichia integra
Milichia integra är en tvåvingeart som beskrevs av Becker 1922. Milichia integra ingår i släktet Milichia och familjen sprickflugor. Inga underarter finns listade i Catalogue of Life.